# Алгоритм обміну XOR

Використання алгоритму XOR обміну для заміни ніблів між двома змінними без використання тимчасової змінної

У комп'ютерному програмуванні, XOR обмін (англ. XOR swap) — алгоритм, який використовує бітову операцію XOR для обміну значень різних змінних однакового типу даних без використання додаткової тимчасової змінної. Під словом «різні» мається на увазі, що значення змінних зберігається в різних адресах пам'яті; фактичні значення змінних не обов'язково повинні бути різними.

## Алгоритм
Традиційний обмін значеннями потребує використання тимчасової змінної для збереження. При використанні алгоритму XOR обміну, не потрібно мати тимчасового збереження. Алгоритм виконується наступним чином:
```
X
 
:=
 
X
 
XOR
 
Y

Y
 
:=
 
Y
 
XOR
 
X

X
 
:=
 
X
 
XOR
 
Y

```

Алгоритм зазвичай відповідає трьом інструкціям машинного коду. Оскільки XOR є комутативною операцією, X XOR Y можна замінити на Y XOR X у будь-якому з цих рядків. При написанні коду на мові асемблер, ця комутативність часто використовується в другому рядку:
| Псевдокод    | IBM System/370 асемблер | x86 асемблер |
| ------------ | ----------------------- | ------------ |
| X := X XOR Y | XR R1,R2                | xor eax, ebx |
| Y := Y XOR X | XR R2,R1                | xor ebx, eax |
| X := X XOR Y | XR R1,R2                | xor eax, ebx |

У приведеному вище коді асемблеру для System/370, R1 і R2 є різними регістрами, і кожна операція XR записує свій результат у регістрі, що вказаний першим аргументом. При використанні асемблеру x86, значення X і Y знаходяться в регістрах eax і ebx (відповідно), а xor записує результат операції в перший регістр.
Однак, алгоритм не буде виконуватись, якщо x і y використовують одне сховище пам'яті, оскільки значення, що знаходиться за однією адресою будуть мати нульові значення після виконання першої інструкції XOR, і потім залишаться нулями; і це не буде заміною.

## Доведення справедливості
Бітова операція XOR над послідовностями біт довжини {\displaystyle N} має наступні властивості (де {\displaystyle \oplus } позначає XOR):
- L1. Комутативність: {\displaystyle A\oplus B=B\oplus A}
- L2. Асоціативність: {\displaystyle (A\oplus B)\oplus C=A\oplus (B\oplus C)}
- L3. Існування нейтральності: існує бітова послідовність, 0, (довжиною N), для якої виконується {\displaystyle A\oplus 0=A} для будь-якого {\displaystyle A}
- L4. Кожен елемент є своїм власним оберненим: для кожного {\displaystyle A}, {\displaystyle A\oplus A=0}.

Припустимо, що ми маємо два різні регістри R1 і R2 як показано нижче в таблиці, які мають початкові значення A і B відповідно. Виконаємо приведені нижче операції по черзі, і виконаємо спрощення за допомогою наведених вище властивостей.
| Крок | Операція           | Регістр 1 | Регістр 2                                                                                             | Перетворення   |
| ---- | ------------------ | --- | --- | -------------- |
| 0    | Початкове значення | {\displaystyle A} | {\displaystyle B}                                                                                     | —              |
| 1    | R1 := R1 XOR R2    | {\displaystyle A\oplus B} | {\displaystyle \ B}                                                                                   | —              |
| 2    | R2 := R1 XOR R2    | {\displaystyle A\oplus B} | {\displaystyle (A\oplus B)\oplus B=A\oplus (B\oplus B)} {\displaystyle =A\oplus 0} {\displaystyle =A} | L2 L4 L3       |
| 3    | R1 := R1 XOR R2    | {\displaystyle (A\oplus B)\oplus A=A\oplus (A\oplus B)} {\displaystyle =(A\oplus A)\oplus B} {\displaystyle =0\oplus B} {\displaystyle =B\oplus 0} {\displaystyle =B} | {\displaystyle \ A}                                                                                   | L1 L2 L4 L1 L3 |

## Причини використання на практиці
Здебільшого, звичайний алгоритм обміну з використанням тимчасового регістра більш ефективний. Конкретні ситуації, в яких практично корисно застосувати XOR обмін є наступні:
- у процесорах де набір інструкцій дозволяє виконувати XOR обмін закодований за допомогою меншої кількості байт;
- у випадках з постійною нестачею вільних регістрів, це може дозволити уникнути застосування пам'яті замість регістрів;
- у мікроконтролерах де доступна пам'ять RAM дуже обмежена.

Оскільки ці ситуації не є частим, більшість оптимізувальних компіляторів ніколи не генерують коду з XOR обміном.

## Приклад реалізації
За допомогою препроцесора мови C, цю функцію можна реалізувати наступним чином:
```
#define swapXOR(x,y) do { *x ^= *y;  *y ^= *x; *x ^= *y; } while(0)

int
 
main
 
(
int
 
argc
,
 
char
**
 
argv
)
 
{

    
int
 
x
 
=
 
5
;

    
int
 
y
 
=
 
7
;

    
printf
(
"%i, %i
\n
"
,
 
x
,
y
);
 
// до заміни 5, 7

    
swapXOR
(
&
x
,
&
y
);

    
printf
(
"%i, %i
\n
"
,
 
x
,
y
);
 
// після 7, 5

}

```